# ミハイル・グレボヴィチ
ミハイル・グレボヴィチ（ロシア語: Михаил Глебович、1263年 - 1293年）は歴代ベロオーゼロ公のうちの一人である。在位：1278年 - 1279年、1286年 - 1293年。父はロストフ公、ベロオーゼロ公のグレプ・ヴァシリコヴィチ(ru)。母はジョチ・ウルスのハン・サルタクの娘フェオドラ （聖名はフェオドラと伝わるが出生名は不詳）。
1277年、ジョチ・ウルスのハンであるモンケ・テムルによるカフカスへの遠征（デュデンの侵寇）に参加した。1278年7月、ヤロスラヴリにおいて、ヤロスラヴリ公フョードル(ru)の末娘（名は不詳）と結婚した。
1279年、ロストフ公ドミトリー(ru)によってベロオーゼロ公国から追われたが、ドミトリーとコンスタンチン(ru)によるロストフ公国の領有権をめぐる闘争の最中の1286年に、再びベロオーゼロ公位を得ている。なお、ベロオーゼロを追われてから復位するまでの足跡は不明である。
1292年、ゴロデツ公アンドレイによる、ウラジーミル大公ドミトリーに対する遠征に参加した。1293年にはアンドレイら諸公と共にジョチ・ウルスへ赴くが、同年夏、ジョチウルスで死亡した。遺体はロストフのウスペンスキー大聖堂(ru)に埋葬された。
ミハイルにはフョードル、ロマン、ヴァシリーの三子がおり、ミハイルの子孫はモスクワ大公国などの貴族の家系として存続している。